# Espera Feliz (kommun)
Espera Feliz är en kommun i Brasilien.   Den ligger i delstaten Minas Gerais, i den sydöstra delen av landet, 800 km sydost om huvudstaden Brasília. Antalet invånare är 22 859.
Följande samhällen finns i Espera Feliz:
- Espera Feliz

Omgivningarna runt Espera Feliz är en mosaik av jordbruksmark och naturlig växtlighet. Runt Espera Feliz är det ganska tätbefolkat, med 72 invånare per kvadratkilometer.